# جوند
جوند (به لاتین: Jawand) یک منطقهٔ مسکونی در افغانستان است که در ولسوالی جوند واقع شده‌است.